# Concerto per pianoforte e orchestra n. 2 (Liszt)
Il Concerto per pianoforte ed orchestra n. 2 in La maggiore, S.125, è una composizione di Franz Liszt; le prime bozze furono scritte negli anni 1838-1839, all'apice della sua produzione per pianoforte, per poi rivederlo in versione definitiva fra il 1848 e il 1849.
La prima esecuzione avvenne ad opera di Hans Bronsart von Schellendorff al pianoforte con la direzione dello stesso Liszt il 7 gennaio 1857 al Großherzögliches Hoftheater di Weimar.
Di carattere mistico, fu chiamato da Wagner "apoteosi di macabrezza".

## Movimenti
Il concerto prevede 6 movimenti:
1. Adagio sostenuto assai
2. Allegro agitato assai
3. Allegro moderato
4. Allegro deciso
5. Marziale un poco meno Allegro
6. Allegro animato-Stretto